# Droga nr 6734 (Izrael)
Droga lokalna nr 6734 (hebr. 6734 כביש) – jest lokalną drogą położoną w Dolinie Charod na północy Izraela. Przebiega on przez blok żydowskich osiedli Ta’anach Alef w Dolinie Jezreel.

## Przebieg
Droga nr 6734 przebiega przez Samorząd Regionu Ha-Gilboa w Poddystrykcie Jezreel Dystryktu Północnego Izraela. Biegnie południkowo z południa na północ w Dolinie Jezreel.
Swój początek bierze w moszawie Metaw, skąd kieruje się na północny wschód do centralnej wioski tutejszego bloku - Merkaz Ja’el. Na centralnym rondzie można zjechać na południe do moszawu Perazon. Dodatkowe dwie drogi umożliwiają dojechanie do położonego na północy moszawu Awital. Natomiast nasza główna droga kieruje się dalej na północny wschód do skrzyżowania z drogą nr 675. Na skrzyżowaniu tym kończy swój bieg. Natomiast jadąc drogą nr 675 na zachód można dojechać do skrzyżowania z drogą nr 6724 prowadzącą na południe do bloku osiedli Ta’anach Bet, lub na wschód do skrzyżowania z drogą nr 60.